# سوتلانا فدوتکین
سوتلانا فدوتکین (روسی: Светлана Александровна Федоткина؛ زادهٔ ۲۲ ژوئیهٔ ۱۹۶۷) اسکیت‌باز سرعت اهل روسیه است.